# Fédération nationale de la presse française
La Fédération nationale de la presse française (FNPF) est un organisme regroupant les entreprises éditrices de journaux en France.

## Historique
Créé à la Libération, la FNPF est l'héritière des organismes de presse clandestine. Une scission intervient en 1951, quand la majorité des quotidiens de province, regroupés dans le Syndicat national de la presse quotidienne régionale mettent en place une fédération concurrente. Cependant l'unité est reconstituée en 1986.
En 1995 est créé le Syndicat des éditeurs de la presse magazine qui affaiblit notablement la position de la FNPF.
En 2013, la FNPF regroupe 542 entreprises de presse, éditant au total 1 622 publications (dont 298 en ligne)

## Sources et bibliographie
- Pierre Albert, La presse française, La documentation française, 1998  (ISBN 978-2110-040107) p. 13.
- Marc Martin, Médias et journalistes de la République, Odile Jacob, 1997  (ISBN 2738104908).